# Jessie Boucherett
(Emilia) Jessie Boucherett (North Willingham, Lincolnshire, novembro de 1825 — North Willingham, 18 de outubro de 1905) foi uma ativista inglesa dos direitos das mulheres.

## Biografia
Nascida em família extremamente conservadora de Lincolnshire, Jessie Boucherett era a filha mais nova de Louise Pigou e Ayscoghe Boucherett, descendentes de protestantes franceses.
As atividades de Boucherett nas causas feministas foram inspiradas pela leitura da English Woman's Journal, que refletia seus próprios objetivos, e por um artigo na Edinburgh Review sobre os problemas de muitas mulheres "supérfluas" da Inglaterra durante os anos de meados do século XIX, uma época em que havia muito mais mulheres do que homens na população.
Juntamente com Barbara Bodichon e Adelaide Anne Procter, Boucherett ajudou a fundar a Society for Promoting the Employment of Women em 1859. Esta evoluiu para a atual Society for Promoting the Training of Women.
Também em 1859, Boucherett e Procter juntaram-se ao Grupo de Langham Place. Um pequeno mas determinado grupo, que fez campanha para a melhoria da situação das mulheres. Esteve ativo entre 1857 e 1866.
Boucherett foi uma promotora do movimento do sufrágio feminino e uma forte apoiante do Ato de Propriedade das Mulheres Casadas de 1882. Ela fundou a Englishwoman's Review em 1866, e editou-a até 1870, quando fundou juntamente com Lydia Becker o Women's Suffrage Journal.

## Obras
- Hints on Self-Help for Young Women, 1863
- The Condition of Women in France', 1868
- 'How to Provide for Superfluous Women', em Josephine Butler, ed., Women's Work and Women's Culture, 1869
- 'The industrial position of women', em Theodore Stanton, ed., The Woman Question in Europe, 1884